# Franz Wirer von Rettenbach

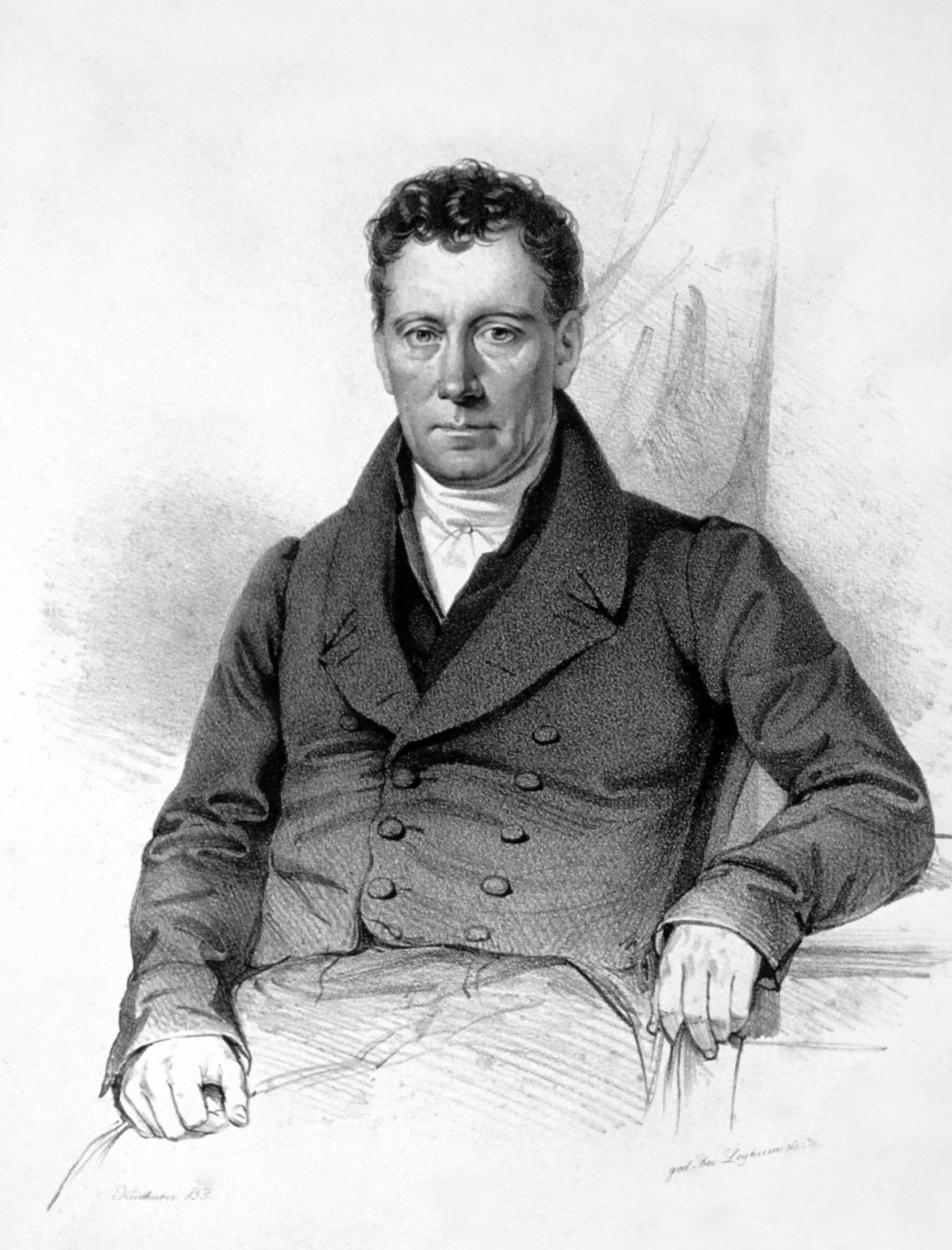
Franz de Paula Augustin Wirer, Ritter von Rettenbach, Lithographie von Josef Kriehuber, 1835

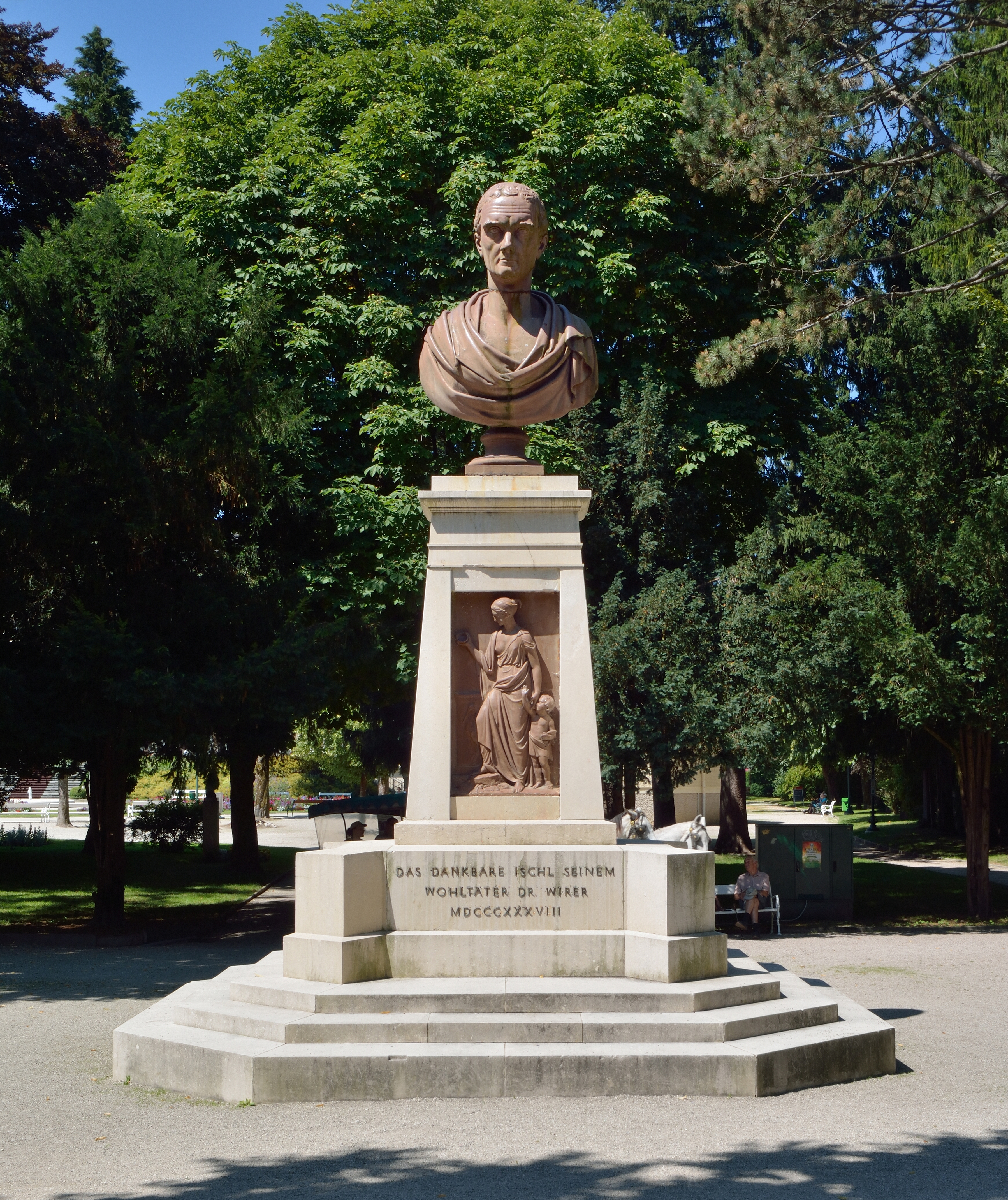
Denkmal für Franz Wirer in Bad Ischl

Franz de Paula Augustin Wirer, später geadelt als Ritter von Rettenbach (* 2. April 1771 in Korneuburg, Niederösterreich; † 30. März 1844 in Wien) war Hofarzt am Wiener Hof und Leibarzt von Kaiser Franz I., sowie Lehrer an der Wiener Medizinischen Schule und Rektor der Wiener Universität.
Wirer nutzte die Heilwirkung der Sole und begründete durch den Aufbau des ersten österreichischen Solekurbades den Weltruf von Bad Ischl.

## Begründer der Solebadekur in Ischl
Erzherzog Ludwig, ein Bruder von Kaiser Franz I., verbrachte bereits seit 1804 jeden Sommer in Ischl. Eine regelrechte „Kur“ lag da allerdings erst in den Anfängen. Seit etwa 1800 waren Solekuren auch für rheumatische Erkrankungen bekannt und sehr begehrt. In Deutschland, Frankreich und England wurden die ersten Mineralbadeanstalten errichtet, vor allem Nordseebäder brachten beste Ergebnisse. Daraufhin versuchte man in Österreich, das Meerwasser durch Sole zu ersetzen, da diese einen ähnlichen Mineralgehalt wie das Meerwasser hat, der Salzgehalt (etwa 27 Prozent) der Sole dem individuellen Krankheitsfall jedoch besser angepasst werden konnte.
Ein örtlicher Mediziner, Josef Götz, hatte das an Mineralen reiche Wasser analysiert, mit bemerkenswerten Heilerfolgen systematisch bei Salinenarbeitern, die an Hauterkrankungen und Rheumatismus litten, durch Verordnung von Solebädern angewandt und seine Erkenntnisse veröffentlicht. Interessiert an diesen Ergebnissen, reiste Wirer, ein früherer Militärarzt, inzwischen Lehrer an der Wiener Medizinischen Schule und Leibarzt von Kaiser Franz I., 1821 mit einigen Ärztekollegen durch das Salzkammergut nach Ischl. Dort bestand eine Saline, bei der Sole als Abfallprodukt anfiel. Die Heilkraft der Ischler Salzquellen war schon zur Zeit Kaiser Maximilian I. bekannt. Wirer kam auf die Idee, in Ischl ein Solebad aufzubauen, zumal Ischl eine außerordentlich schöne Lage und ein gutes Klima aufzuweisen hat. Durch das Renommee von Wirer gelang der Durchbruch.
Wirer entwickelte das Projekt systematisch. Er propagierte eine Ganzheitstherapie, der zufolge die medizinische Heilung wesentlich von geistiger Beschwingtheit und angeregter Entspannung abhängig sei, und bemühte sich um die Gunst des Kaiserhauses. Zunächst kümmerte er sich um die gastronomische Infrastruktur. Noch im Jahr 1821 holte er beispielsweise den Konditor Zauner aus Wien nach Ischl, da ein solcher für kaiserliche Gäste nicht fehlen durfte, und betrieb den „Wirerkeller“.
1822 ließ Wirer dann die ersten vierzig Kurgäste, berühmte Persönlichkeiten, die Solebäder ausprobieren. Diese berichteten „das frohe Empfinden eines Wiedergeborenen in ihrer Brust“ und trieben natürlich entsprechend Mundpropaganda. 1823 gründete Wirer schließlich zusammen mit Götz die erste österreichische Solebadeanstalt. Wirer und Götz führten nun Salzbäder als Therapiemittel in ihre ärztlichen Praxen ein und schickten ihre Patienten nach Ischl zur Kur.
Der Ruf Ischls verbreitete sich rasch in Europa. Bereits 1823 kamen über 170 Kurgäste nach Ischl. Bald mussten deshalb die Solebäder ausgebaut werden:
1828 wurde das „Wirerspital“ durch Aufstockung des Pfründnerhauses erbaut.
Zeitgleich wurde auf Veranlassung Wirers in Ischl eine Vielzahl weiterer medizinischer und auch anderer Einrichtungen gebaut, die für den Kurort der Wiener Gesellschaft notwendig oder förderlich waren:
- ein Dampfbad, ein Schlammbad, eine Badeanstalt im Ischl-Fluss, eine „Anstalt zur Bereitung guter Gebirgsmolke und frischer Kräutersäfte“, Einrichtungen für „Körpergymnastik“
- die „Sophiens Esplanade“ (früher Traunplatz) mit einem Gedenkstein für Erzherzogin Sophie, sowie – auf Wirers eigene Kosten – diverse Spazierwege in und um Ischl.
- Der Kurpark von Ischl ist eine Schenkung von Wirer (er legte per Vertrag fest, dass der Garten auf ewige Zeiten zu diesem Zweck bestimmt sei und nie mit Gebäuden besetzt werden dürfe).
- Eine Aktiengesellschaft wurde gegründet, die am Kreuzplatz ein Theater errichten ließ.
- Eine Poststation, eine „Kleinkinderbewahranstalt“, ein „Fremdenspital“ und eine „Spinnschule“ gehen ebenfalls auf Wirers Initiative zurück.

Aufgrund seiner Verdienste wurde Wirer in den Adelsstand erhoben. 1837/1838 wurde Wirer Mitinitiator der Gesellschaft der Ärzte in Wien, deren Präsidentschaft er von 1841 bis zu seinem Tode innehatte. Wirer starb hochangesehen am 30. März 1844 in Wien. Er ist in einem Ehrengrab auf dem Wiener Zentralfriedhof (Gruppe 0, Reihe 1, Nummer 55) beerdigt. 1911 wurde die Wirerstraße in Wien-Favoriten nach ihm benannt. Auch in Korneuburg als Geburtsstadt wurde die Franz Wirer von Rettenbach Straße nach ihm benannt und ist damit der längste Straßenname in Korneuburg.

## Schriften von Wirer
- Ischl und seine Soolenbäder, Wien: Strauß, 1826, Online-Buch der Österreichischen Nationalbibliothek.
- Beyträge zur Badechronik von Ischl (etc.), Wien: Mechitaristen, 1836 (Fortsetzung von Wirer 1826)
- Ischl und seine Heilanstalten. Ein Handbuch für Ärzte und Laien …, Wien: Pfautsch, 1842
- Ueber Vaccination und Revaccination und den wahren Werth beider (Vortrag), Wien: Braumüller [u. a.], 1842